# Műhely (folyóirat)
A Műhely (1978–), alternatív cím Győri Műhely győri székhelyű kulturális folyóirat. Saját weblapja szerint megjelenik kéthavonta. Az OSZK EPA-n elérhető archívum szerint a folyóirat 2010–2020 között évente öt alkalommal, (az ötödik dupla számként) jelent meg, a főszerkesztőváltás utáni első évben, 2021-ben csak négyszer.

## Leírása
A Műhely a Győr-Sopron Megyei Tanács folyóirataként indult 1978-ban. Első főszerkesztője Gecsényi Lajos volt. Alapításkor társadalomtudományi, közművelődési és kritikai folyóiratként határozták meg, a szerkesztőbizottság elnöke E. Fehér Pál[forrás?] volt. 1990-ben teljes tartalmi és arculatváltás történt, Villányi László lett a főszerkesztő. Azóta mint kulturális folyóirat jelenik meg, hatóköre a győri régión kívül egész Magyarországra és a határokon túl élő magyarokra is kiterjed. Mondhatni irodalmi, kulturális és kritikai folyóirat, hiszen sokat tesz az élő szépirodalom megismertetéséért.
Tematikus számai igen sikeresek, példák ezekből: Weöres Sándor; Pszichoanalízis; Kormos István; Polgárosodás és modernizáció a Monarchiában; Galgóczi Erzsébet; Gyermek; Márai Sándor; Életművészet; Pillantás a tengerre; Tengerről tengerre; Adria; Győr; Foci; Folyó; Az otthonos város; Bicikli; Álom. Külön figyelmet érdemel a folyóirat tipográfiája és grafikai megvalósítása, jól mutatják ezt pl. a tematikus számok címoldalai.
Az impresszum szerint a lap főszerkesztője 2020-tól Horváth Nóra, aki a lapot kiadó Műhely Folyóiratkiadó Nonprofit Kft. ügyvezetője is. A korábbi főszerkesztőkről az impresszum nem tesz említést.
Korábbi főszerkesztői
- 1978–1984 – Gecsényi Lajos
- 1985–1990 – Kloss Andor
- 1990–2020 – Villányi László

## A folyóirat állománya
- 1.1978:1; 2.1979:1-4--4.1981:1-4; 5.1982:1-6–31.2008:1–6; 32.2009:1–5. sz.[5] ISSN 0138-922X